# Ectrepesthoneura nigra
Ectrepesthoneura nigra är en tvåvingeart som beskrevs av Zaitzev 1984. Ectrepesthoneura nigra ingår i släktet Ectrepesthoneura och familjen svampmyggor. Arten har ej påträffats i Sverige. Inga underarter finns listade i Catalogue of Life.